# Les Habits de la vanité
Pour plus de détails, voir Fiche technique et Distribution.
Les Habits de la vanité (偽れる盛装, Itsuwareru seiso) est un film japonais de Kōzaburō Yoshimura sorti en 1951.

## Synopsis
Japon, Kyoto. Kiku tient une modeste okiya, une maison de geisha, dans le quartier de Miyagawa-chō. Elle vit avec ses deux filles Kimicho et Taeko qu'elle a eu alors qu'elle était la concubine de M. Watanabe. À sa mort, elles ont été rejetées par cette famille. Pourtant, lorsque Hideo, le fils de M. Watanabe, ruiné, vient la supplier de lui prêter de l'argent, elle accepte et va jusqu'à hypothéquer sa maison pour réunir les 200 000 yens réclamés.
Kimicho, elle, n'accepte pas le choix de sa mère empreint du respect des traditions. C'est une geisha qui se joue des hommes, leur soutirant de l'argent quand elle le peut et les abandonnant lorsque ces derniers perdent leur situation et ne peuvent plus l'entretenir.
Taeko n'est pas geisha. Elle travaille dans un office du tourisme et est fiancée avec son collègue Koji. La mère de Koji, Chiyo, qui elle aussi tient une maison de geisha, s'oppose catégoriquement à ce mariage. Kiku et Chiyo se connaissent, par le passé, elles ont été geisha et rivales pour obtenir les faveurs de M. Watanabe. Chiyo vient signifier son refus à Kiku, prétextant une différence de classe entre leurs deux familles, provoquant les moqueries et les railleries de Kimicho.
Kimicho est déterminée à trouver la somme de 200 000 yens afin d'éviter leur expulsion de leur maison. Elle quitte sans remords son protecteur actuel, Yamashita, incapable de lui obtenir une telle somme, pour se jeter dans les bras d'Isehama, bien plus âgé qu'elle et protecteur de Chiyo. Si Kimicho parvient à obtenir ce qu'elle désire, elle en payera le prix lorsque Yamashita, qui a perdu son travail pour avoir volé dans les caisses de son employeur pour elle, se venge de son ingratitude en la blessant d'un coup de couteau.
Taeko et Koji de leur côté finissent par partir vivre ensemble à Tokyo.

## Fiche technique
- Titre : Les Habits de la vanité[1]
- Titre original : 偽れる盛装 (Itsuwareru seiso?)
- Titre anglais : Clothes of Deception
- Réalisation : Kōzaburō Yoshimura
- Scénario : Kaneto Shindō
- Photographie : Asakazu Nakai
- Montage : Shigeo Nishida
- Son : Masao Osumi
- Éclairage : Tashiro Ukawa
- Musique : Akira Ifukube
- Décors : Hiroshi Mizutani
- Producteur : Kōji Kameda
- Producteur exécutif : Yutaka Kuroda
- Sociétés de production : Daiei
- Pays de production :  Japon
- Langue originale : japonais
- Format : noir et blanc — 1,37:1 — son mono
- Genre : drame
- Durée : 103 minutes[2] (métrage : douze bobines - 2 817 m[2])
- Date de sortie :
  - Japon : 13 janvier 1951[2]

## Distribution
- Machiko Kyō : Kimicho
- Yasuko Fujita : Taeko, la sœur de Kimicho
- Hisako Takihana : Kiku, la mère de Kimicho et de Taeko
- Keiju Kobayashi : Kōji, le fiancé de Taeko
- Chieko Murata : Chiyo, la mère de Koji
- Emiko Yanagi : Fukuya, la geisha malade
- Ichirō Sugai : Yamashita, un client de Kimicho
- Eitarō Shindō : Isehama
- Seizaburō Kawazu : Hideo Watanabe, le demi-frère de Kimicho
- Eiko Miyoshi : la mère de Hideo
- Taeko Kitakuchi : Yukiko, l'amie de Taeko
- Taiji Tonoyama : Kasama, un client de Kimicho
- Kimiko Tachibana : l'amie geisha de Fukuya
- Shōzō Nanbu : le docteur

## Commentaire
Max Tessier écrit à propos des Habits de la vanité de Kōzaburō Yoshimura : « Sur un scénario de Shindo, cette histoire de geisha qui se joue des hommes s'inscrit dans la lignée de certains films de son maître Mizoguchi ».

## Récompenses et distinctions
- 1951 : prix Blue Ribbon de la meilleure photographie pour Asakazu Nakai[4]
- 1951 : prix Mainichi du meilleur scénario pour Kaneto Shindō, de la meilleure réalisation pour Kōzaburō Yoshimura, de la meilleure actrice pour Machiko Kyō (conjointement pour Rashōmon) et des meilleurs décors pour Hiroshi Mizutani[5]